# Thyrsus tiaratus
Thyrsus tiaratus är en insektsart som beskrevs av Bolívar, I. 1887. Thyrsus tiaratus ingår i släktet Thyrsus och familjen torngräshoppor. Inga underarter finns listade i Catalogue of Life.